# Свободный Серп
Свободный Серп — поселок в Плавском районе Тульской области в составе Молочно-Дворского сельского поселения

## География
Поселок находится в юго-западной части Тульской области на расстоянии приблизительно 5 км на юго-запад по прямой от города Плавск, административного центра района у железнодорожного остановочного пункта Молочные Дворы.

## История
В конце 1930-х годов здесь было учтено 11 дворов.

## Население
Постоянное население составляло 30 человек (русские 80 %) в 2002 году, 17 в 2010.